# Arena VFG
Die Arena VFG ist eine Mehrzweckhalle in Tlajomulco de Zúñiga im Süden des Ballungsraums der mexikanischen Stadt Guadalajara, Hauptstadt des Bundesstaates Jalisco. Sie ist hauptsächlich ein Austragungsort für Konzerte, aber auch für Sportveranstaltungen (z. B. Wrestling, Boxen oder Rodeo) und Ausstellungen genutzt. Bei Publikumsveranstaltungen finden rund 15.000 Besucher Platz, bietet bei Großveranstaltungen mit Nutzung des Innenraums Platz für bis zu 40.000 Menschen.

## Name
Die Arena trägt die Initialen des mexikanischen Sängers Vicente Fernández Gómez, auf dessen Rancho „Los Tres Potrillos“ sie sich befindet.

## Geschichte
Die VFG Arena wurde 2009 eröffnet. In ihr traten bereits eine Reihe von international bekannten Künstlern wie Shakira, Gwen Stefani, Aerosmith, Guns n’ Roses, Celine Dion, Laura Pausini, Selena Gomez und Katy Perry auf.
Die Trauerfeierlichkeiten anlässlich des Todes des Namensgebers Vicente Fernández konnten von 18.000 Menschen besucht werden.